# Buergeria
Buergeria es un género de anfibios anuros de la familia Rhacophoridae. Sus especies se distribuyen desde las islas de Formosa y Hainan hasta la de Honshu. 

## Especies
Se reconocen las siguientes especies según ASW:
- Buergeria buergeri (Temminck & Schlegel, 1838)
- Buergeria japonica (Hallowell, 1861)
- Buergeria oxycephala (Boulenger, 1900)
- Buergeria robusta (Boulenger, 1909)